# Pseudotropheus crabro
Pseudotropheus crabro (im Handel auch unter der Bezeichnung Pseudotropheus chameleo) ist ein Buntbarsch aus Afrika, welcher 1982 von Ribbink und Lewis entdeckt wurde. Seinen Namen (chameleo) erhielt der Fisch wegen der Fähigkeit, schnell seine Farbe wechseln zu können.

## Vorkommen und Lebensraum
Der Pseudotropheus crabro ist ein Endemit. Er bewohnt das Ufergelände des Malawisees und der Insel Likoma. Die Wassertemperatur beträgt 24–28 °C zudem ist das Wasser leicht basisch (pH 7,5–8,0).

## Merkmale
Die Länge des Fisches beträgt ca. 15 cm, wobei das Männchen etwas größer ist. Das Männchen trägt einen oder mehrere „Eiflecken“ an der Afterflosse. Zudem ist die Afterflosse größer und spitzer als beim Weibchen.

## Sexualverhalten und Brut
Das Weibchen legt 20–50 Eier, die sie nach der Befruchtung sofort in den Mund nimmt und dort ca. 21 Tage bebrütet. Nach dieser Inkubationszeit verlassen die Jungtiere das Maul und sind vollkommen selbstständig.